# Saint-Jean-de-Fos
Saint-Jean-de-Fos é uma comuna francesa na região administrativa de Occitânia, no departamento de Hérault. Estende-se por uma área de 14,19 km². Em 2010 a comuna tinha 1 755 habitantes (densidade: 123,7 hab./km²).